# ススペ
ススペ（英語: Susupe）は、北マリアナ諸島のサイパン島南西部にある地区で、北マリアナ諸島自治連邦区の主都。2010年現在、人口は2,083人。日本統治時代は鈴部（）と呼ばれた。
ススペは日本による委任統治の根拠地のひとつで、サトウキビやコーヒーなど農産物の集散地であるとともに、南洋群島有数の貿易港として発達した。戦前は南興神社、カトリック聖堂、製糖工場などがあったが、その多くがサイパン戦で破壊された。戦後、北マリアナ諸島の主都として現代的な街に整備された。中心部には政府機関の建物集まるシビックセンターや公園、リゾートホテルなどがあり、食品加工や繊維などの工業も行われている。

## 地理

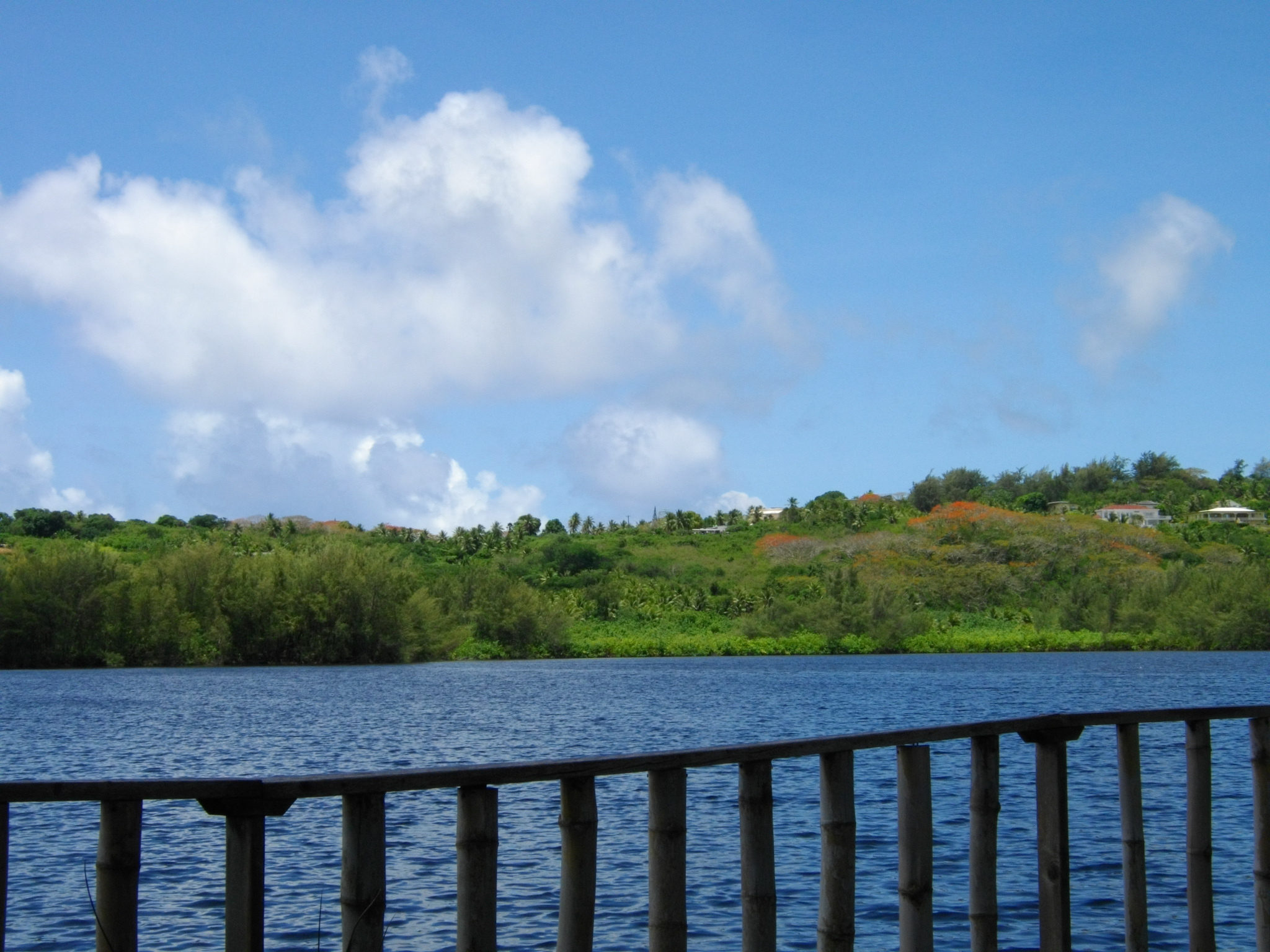
ススペ湖

サイパン唯一の淡水湖であるススペ湖がある。ススペ湖周辺は湧水が出ていて湿地帯になっており、17の小さな池が点在している。自然が残されていることから、マリアナ諸島固有種の鳥も湖周辺に生息している。

## 交通
サイパン国際空港から北西に約3km。サイパンを縦断するビーチ・ロードに接している。公共交通機関はないが、観光客向けのシャトルバスがホテル間や繁華街のガラパンとを連絡している。

## 施設

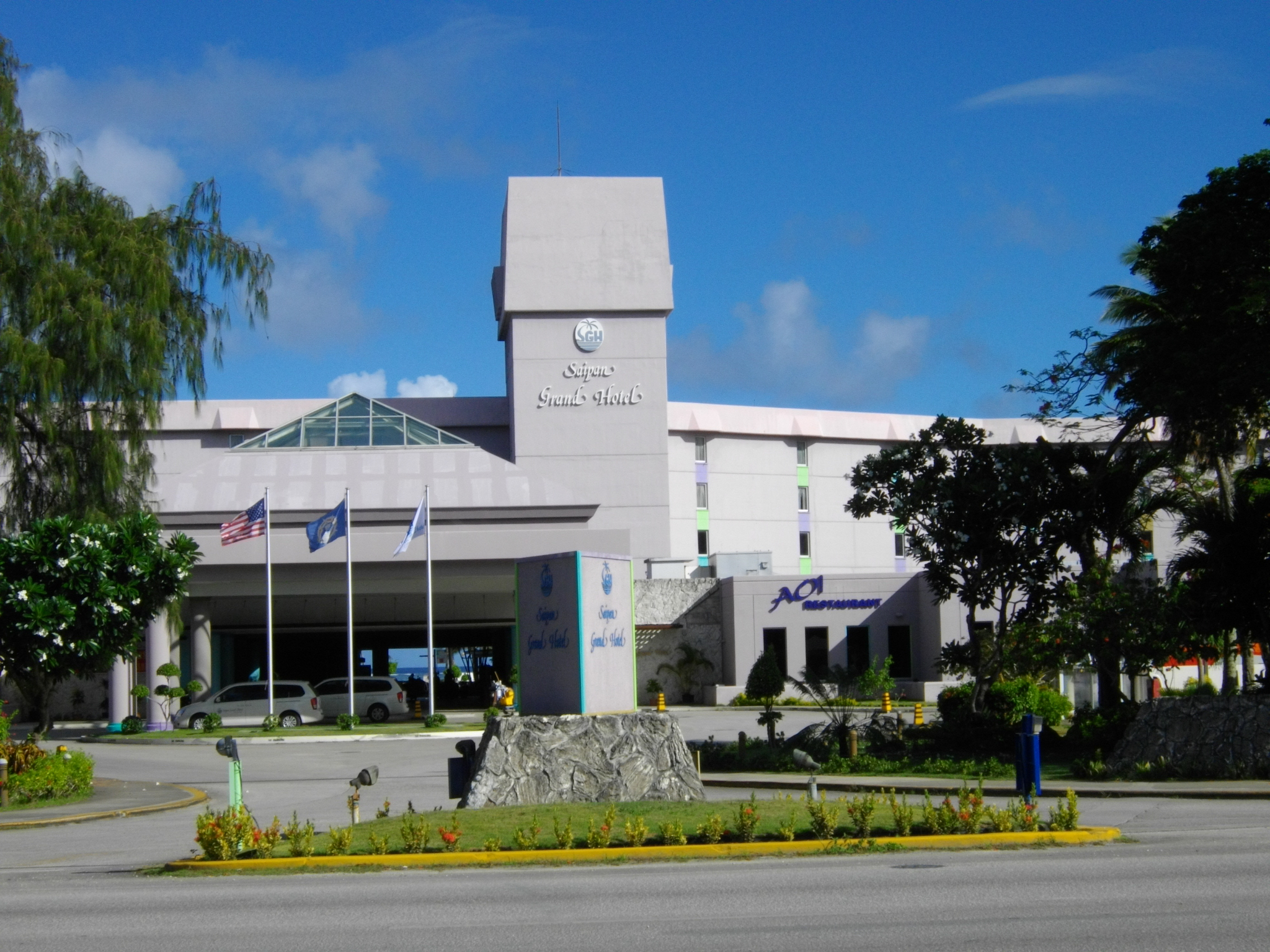
カノアリゾートサイパン（サイパングランドホテル）

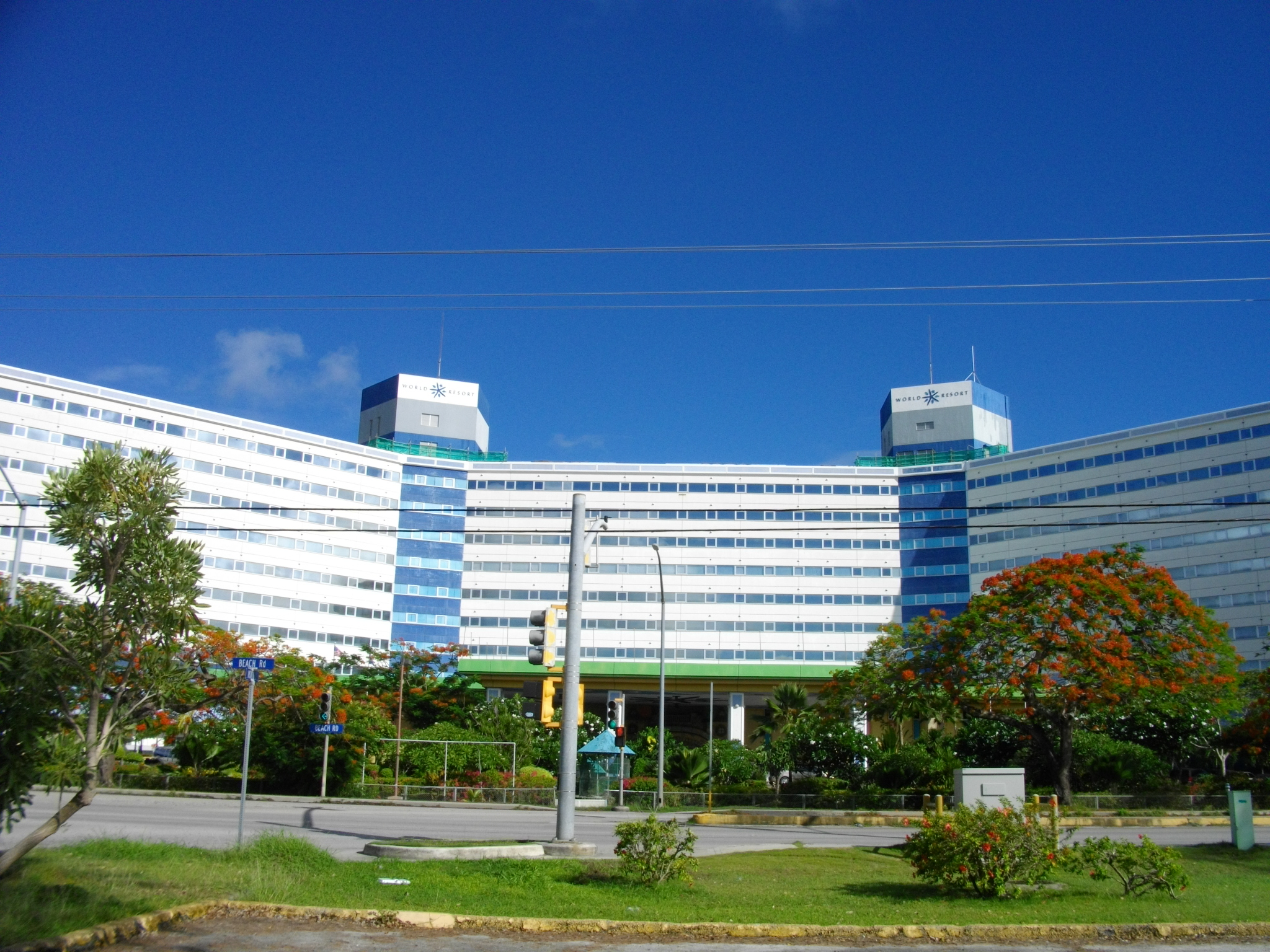
サイパンワールドリゾート

### 公的施設
一般的に北マリアナ諸島の主都とされており、司法府や一部の行政機関が置かれているが、政府本庁や知事官邸、議会などの主都機能のほとんどは、実質的な主都とみなされているキャピトル・ヒルにある。
- 北マリアナ諸島上級裁判所
- 北マリアナ諸島下級裁判所
- 北マリアナ諸島検事局
- 北マリアナ諸島入国管理局
- 北マリアナ諸島警察本部
- ススペ地域消防署
- サイパン刑務所
- シビックセンター公園
- ジョーテン・キジュ公立図書館
- ハファダイ球場

### 教育施設
- マウント・カーメル高等学校
- マリアナス高等学校

### ホテル
- カノアリゾートサイパン（サイパングランドホテル）
- サイパンワールドリゾート

これらのホテルでは、日本からの観光客が多いため、日本人のゲストリレーションキャストが常駐している。

### 商業施設
- マリアナス・ビジネス・プラザ

1980年に日本の清水建設によって建設されたオフィスビル。政府関係のオフィスとしても使用され、入国管理局などが入る。最上階には、展望回転レストランRevolving Restaurant 360があり、360度の絶景を見渡しながら高級料理を楽しめる。
- ジョーテン・ショッピングセンター

サイパンで最大規模のショッピングセンター。観光客の利用も多く、土産物なども並んでいる。
- サバル・マーケット

毎週土曜日の朝にワールドリゾートホテル横の広場で開催されている朝市。穫れたての野菜や果物、BBQ、地元の菓子などが並んでいる。

### 宗教施設

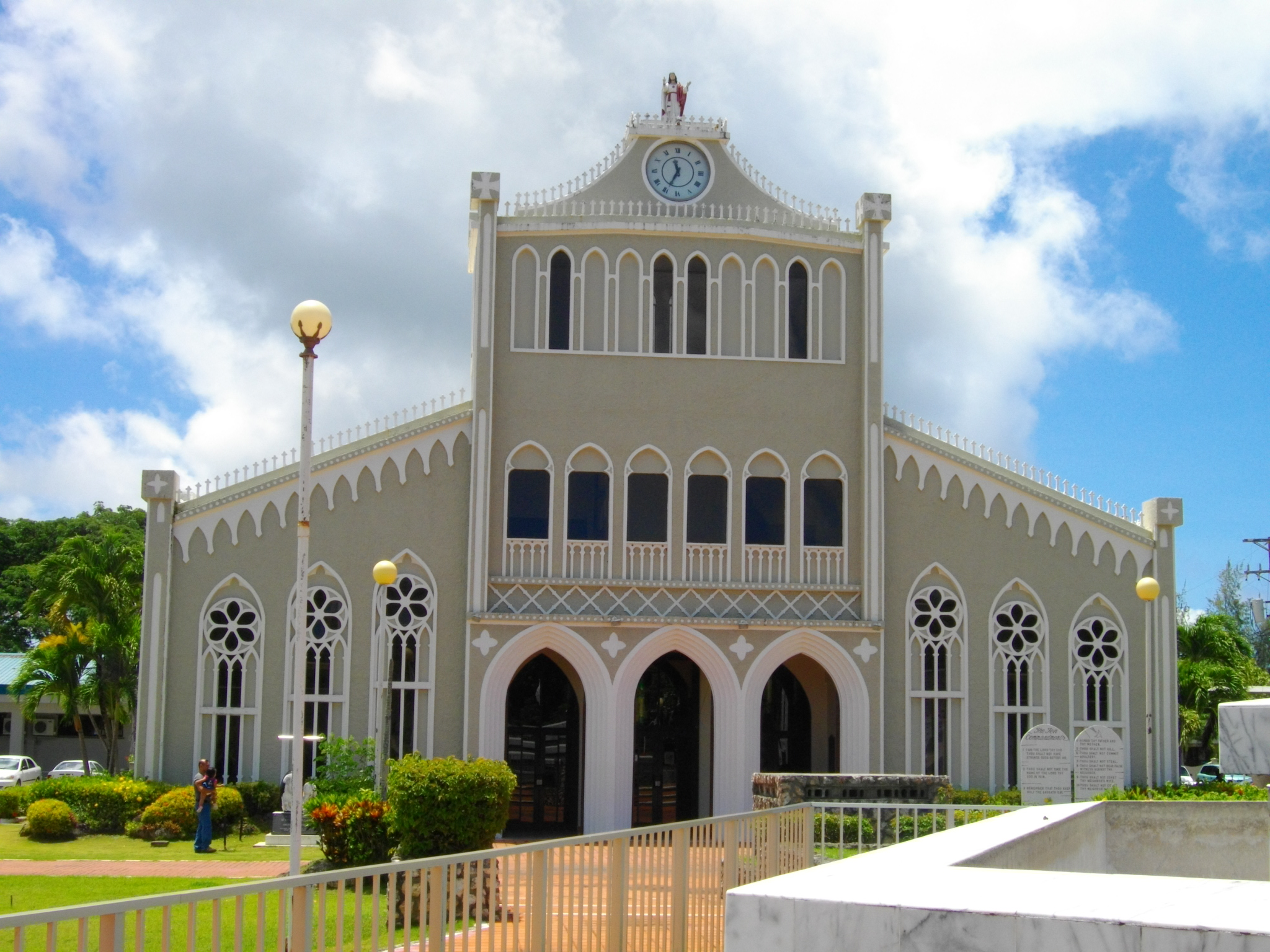
マウント・カーメル大聖堂

- マウント・カーメル大聖堂（Mount Carmel Cathedral）

マウント・カーメル大聖堂はサイパン最大のカトリック教会であり、スペイン統治時代に建立された。太平洋戦争後、無残に破壊された国家再建の願いを込め、1949年に再建された。1984年には、ローマ教皇の命を受け、北マリアナ諸島のカトリック教会を統括する大聖堂に格上げされた。
- マウント・カーメル墓地 - 旧南興神社跡地

日本統治時代には、当地に砂糖キビの豊作を祈願する南興神社が鎮座していた。現在、神社跡は墓地になっているが、カトリック信徒の墓石や十字架が並ぶなか、当時の灯籠や鳥居が残されている。
- 日本人墓地

## 自然

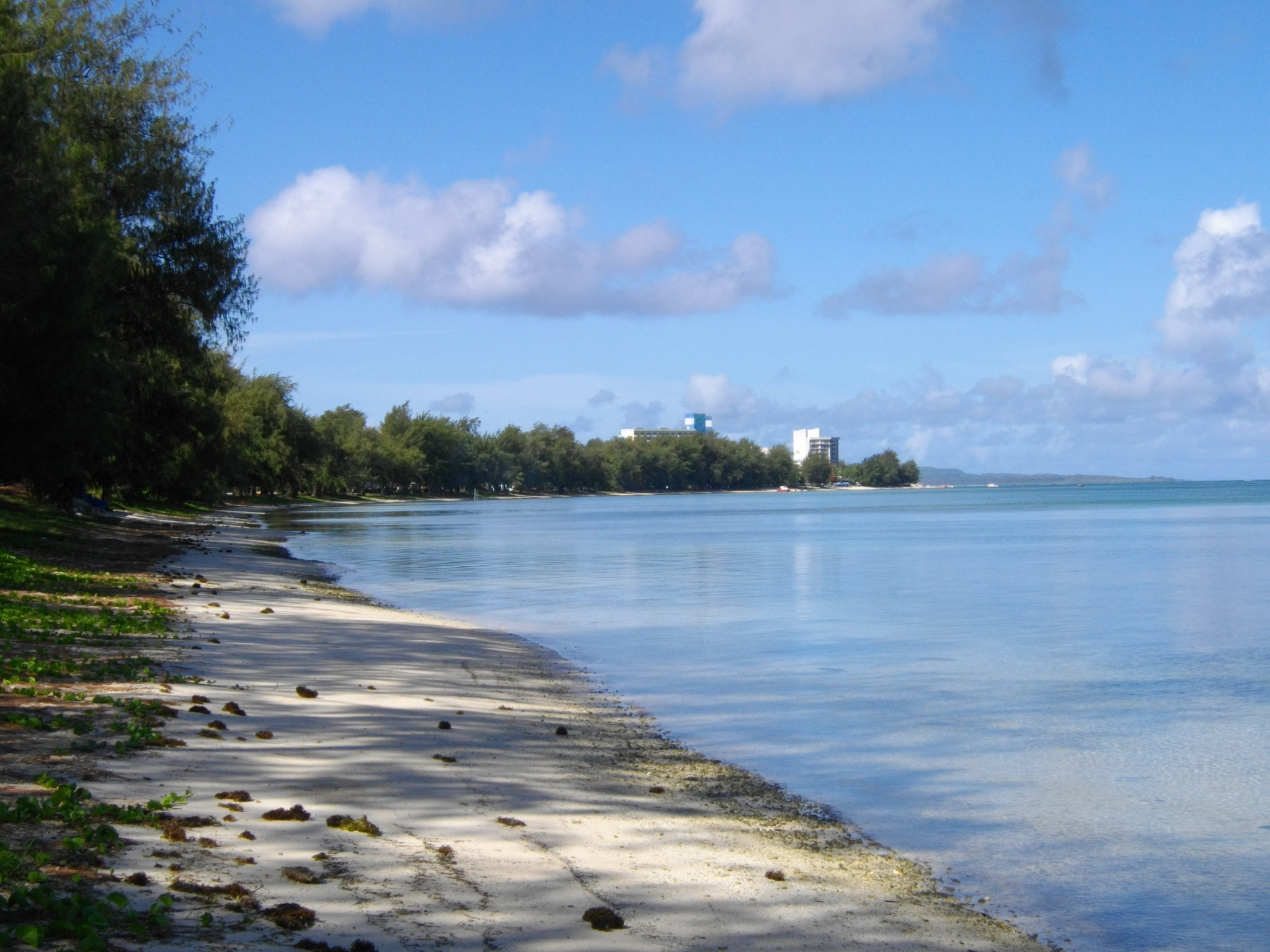
キリリ・ビーチ

- ススペ湖
- ランディング・ビーチ
- キリリ・ビーチ